# 브래디 브룸
브래디 브룸(Brady Bluhm, 1983년 7월 6일 ~ )은 미국의 배우, 텔레비전 배우, 성우, 영화배우이다.
샌버너디노에서 태어났다.

## 영화
- 덤 앤 더머 투 (2014년) - 빌리 역
- 플란다스의 개 (1997년)
- 나 홀로 숲에 (1996년)
- 덤 앤 더머 (1994년)